# Держава Сикхів
Сикхська держава (Саркар Хальсаджі) — державне утворення сикхів, що існувало в північно-західній частині півострова Індостан у 1799–1849 роках.
У 1716–1799 роках у сикхів існувала власна держава — Сикхська конфедерація, з центрами в Амрітсарі й Лахорі. Держава розділялась на місалі, які очолювали місальдари, загальна кількість яких сягнула 12 (близько 70 тисяч кавалерії).
12 квітня 1801 року Ранджит Сінгх коронований як Магараджа, що збіглося зі святом Вайсакхі. Церемонією керував сагиб Сінгх Беді, нащадок гуру Нанака Дева. З 1799 року столицею стає Гуджранвала, у 1802 році перенесена в Амрітсар і Лахор. Ранджит Сінгх підноситься до верхівок влади у короткий час, з глави одного з місалів ставши Магараджею Пенджабу. Вже 1799 року Ранджит Сінгх об'єднує розрізнені місалі в імперію (Сикхська імперія), у 1849 році знищену британськими колонізаторами внаслідок другої англо-сикхської війни.
Поява сикхської держави стала можливою завдяки занепаду імперії Великих Моголів, який відбувся на початку XVIII століття. Сикхи Пенджабу почали серію атак проти влади Моголів, які, урешті-решт, завершились успіхом.
Політична структура сикхізму проходить три основних етапи. Для ранніх сикхів характерна фактично необмежена влада гуру (духовних лідерів). Ранньому сикхізму невдовзі довелось зіткнутись із мусульманським завоюванням Індії (1556–1707), наслідком якого стає зростаюча мілітаризація сикхів. Починаючи з десятого гуру, Гобінда Сінгха, владу було передано безпосередньо сикхській громаді, хальсі. Для пізнього ж Сикхської держави характерно переміщення центру сили від хальси до сердарів (воєначальників, і, де-факто, крупних феодалів), які ворогували між собою.

## Історія

### Пенджаб під владою Великих Моголів

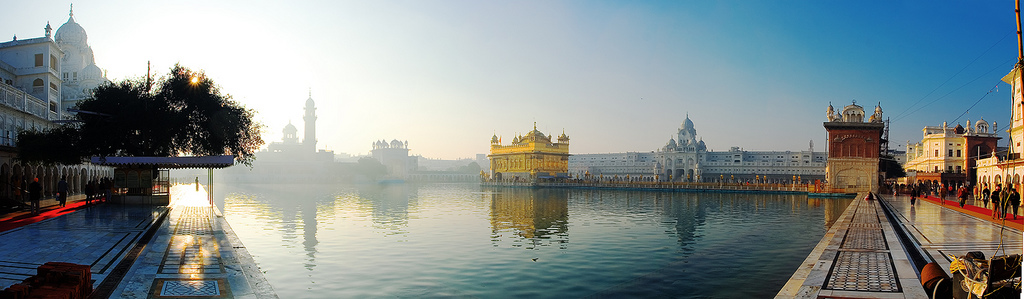
Хармандір-Сагіб, (Золотий Храм)

Сикхізм зародився під час завоювання Північної Індії шахом Бабуром. Його онук Акбар дотримувався віротерпимості, та, після відвідання лангара гуру Амар Даса склав сприятливе враження про сикхізм. Він пожертвував землями лангару, і до своєї смерті у 1605 році підтримував гарні відносини із сикхськими гуру.
Його наступник, Джагангір, побачив у сикхах потенційну загрозу. Він заарештував гуру Арджуна Дева, й наказав закатувати його на смерть через те, що сикхи підтримали заколот старшого сина Джагангіра проти свого батька. Мучеництво гуру Арджун Дева змусило його наступника, шостого гуру Хар Гобінда, проголосити незалежність сикхів, заснувавши Акаль Такт, і збудувавши форт для захисту Амрітсара. Тоді Джагангір помістив гуру до в'язниці в Гваліорі, випустивши тільки за багато років, коли вже не відчував загрози.
Після смерті Джагангіра у 1627 році його наступник Шах Джахан після серії атак на Амрітсар змусив сикхів відступити до пагорбів Сивалик. Наступний гуру, Хар Рай, здійснив низку спроб зайняти землю сикхів й дотримувався нейтралітету в боротьбі за владу між Аурангзебом і Дара Шикох за контроль над династією Тимуридів.
Дев'ятий гуру, Тегх Багадур, перемістив громаду в Анандпур, і багато подорожував. Він завадив брамінам Кашміру навернутись в іслам, і втрутився до конфлікту з Аурангзебом. Коли перед ним постав вибір між наверненням і смертю, гуру обрав смерть.
Наступний гуру, Ґобінд Сінґх, прийняв владу у 1675 році й перемістив центр сикхізму в Паунту. Він збудував великий форт для захисту міста та розмістив у ньому гарнізон. Потужність сикхської громади, що зростала, почала непокоїти місцевих раджів, які атакували місто, але ці спроби були відбиті. Гуру вирушив в Анандпур і заснував Хальсу, об'єднану армію сикхів, 30 березня 1699 року. Заснування Хальси згуртувало сикхів проти безлічі підтримуваних Моголами претендентів на місце Гуру. У 1701 році об'єднана армія раджів та Моголів атакувала Анандпур, та, після відступу Хальси, була розбита у битві при Мукстарі. Гобінд Сінгх прийняв запрошення наступника Аурангзеба, Багадура Шаха, зустрітись у Південній Індії. Коли він прибув у Нандед у 1708 році, то був убитий агентами губернатора Сирхінда.

### Банда Сінгх Багадур
Банда Сінґх Бахадур був аскетом з касти раджпутів і навернувся у сикхізм після зустрічі з гуру Гобіндом Сінгхом в Нандеді. Незадовго до своєї загибелі, гуру наказав Багадуру відвоювати Пенджаб, і наказав усім сикхам приєднатись до нього. Після двох років збирання прибічників Багадур підбурив селянське повстання проти заміндарів (феодальних землевласників), і роздав їхню землю селянам — сикхам, індуїстам і мусульманам.
Багадур правив землями між річками Сатледж і Ямуна й карбував монету із зображеннями гуру Нанака й Гобінда Сінгха. У 1716 році був розбитий Моголами, взятий у полон разом із 700 своїми людьми, потім був відправлений у Делі. Там його катували і стратили після відмови прийняти іслам.

### Посилення хальси

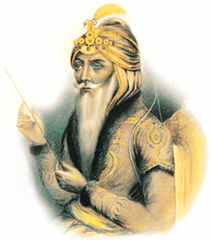
Магараджа Ранджит Сінґх

Центральна влада Сикхської імперії була зосереджена у зібранні хальси (сикхської громади) — Сарбат Хальса, яка збиралась раз на два роки. Сарбат Хальса контролювала сердарів (воєначальників), визначала засади військової політики, обирала лідерів сикхів. Структура регіонів (місалів) відповідала військовим угрупуванням; глави регіонів щороку збирались в Амрітсарі чи Лахорі.
З 1762 року міць Дал Хальси (сикхської армії) різко посилюється, та, як наслідок, відбувається значне збільшення території. Разом з тим місалі Сукерчакія, Канхея, Бганґі, Панджгархія, Сінґхпурія, Рамгархія, Далевалія, Нішанвалі, Ахлувалія постійно боролися між собою за гегемонію. З приходом до влади Ранджит Сінґха з місаля Сукерчакія та його коронацією у 1801 році конфедерація перетворюється на імперію. У 1799 році Ранджит Сінгх переніс столицю до Лахора з Гуджранвали. 
1807 року Ранджит Сінґх захопив князівство Джанг, 1809 року — Кангру, 1816 року — князівство Сіал, а 1818 року переміг Музаффар-хана Садозая, дурранійського сардара Мултану. З захопленням цього володіння було завершено підкорення Пенджабу. До 1808 року підкорив більшість місалів. Спроби підкорити князівство на східному березі Сатленджа у 1806—1809 роках наштовхнулися на спроти Британської Ост-Індської компанії. У відповідь Ранджит Сінґх розпочав перемовини про спільні дії з Ясвант Рао I, магараджею Індаура. Зрештою 25 квітня 1809 року було укладено Амрітсарський договір, за яким кордоном між володіннями пройшов річкою Сатлендж. 
1813 року у Дуррайнійської імперії було захоплено Аттоку, 1818 року — Пешавар, 1819 року — Кашмір. 1819 року васалом стало князівство Ладакх. У війні 1834—1837 років було завдано поразки афганському емірові Дост Мухаммед хану.

### Кінець імперії
Після смерті Ранджита Сінгха у 1839 році держава потонула у розбраті між сердарами, які до того часу де-факто перетворились на крупних феодалів. 1840 року було встановлено зверхність над Балтистаном. 1841 року сикхське військо підтримало династію Догрі, що з 1834 року володіла Ладкхом, вдертис ядо Тибету, чим спровокувало війну з імперією Цін. Бойові дії були не тривалі й завершилися відступом сикхів з Тибету.
Послаблення сикхів і конфлікту на кордонах з Сіндом, куди просунулася Британська Ост-Індська компанія спровокували першу англо-синкхську війну у 1845—1846 роках. Сикхи зазнали поразки через конфлікт дарбара магараджи з керівництвом війська. За Лахорською угодою Держава сикхів поступались британцям цінним районом, Джуллундуром Доабом, між річками Біас і Сутледж. Лахорський дурбар також був змушений сплатити контрибуцію в 15 мільйонів рупій. Не маючи таких коштів, дурбар поступився як еквівалентом одного мільйона Кашміром, Хазареєю, усіма фортами, територіями, правами й прибутками у князівствах між річками Біас та Інд. 1848 року внутрішня боротьб а за владу і ситучки деяких загонів сикхів з британцями призвели до нової війни, в якій Держава сикхів зазнала цілковитої поразки й була підкорена Британською Ост-Індською компанією. 
Після анексії Сикхської імперії вона була розділена на кілька частин, частково — «туземних держав», частково — територій під прямим управлінням Корони. Резиденцією губернатора було обрано Лахор.

## Територія

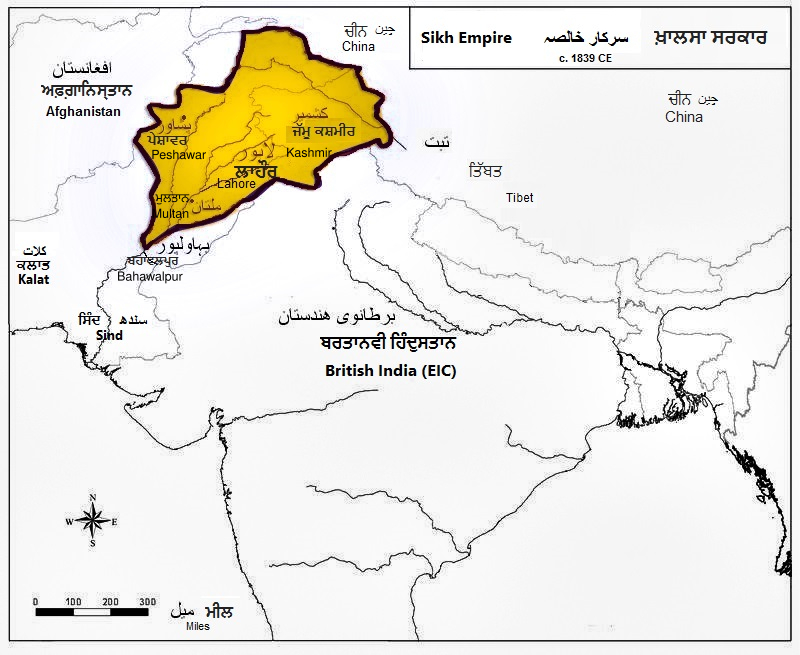
Держава Сикхів на 1839 рік

Держава сикхів сягала від Хайберського прохіду включно на заході до меж Тибету на сході, від Кашміру на півночі до Сінду на півдні. Серцем держави залишався Пенджаб.
Територіально Сикхська імперія у період найбільшого свого розширення включала до свого складу:
- Провінцію Пенджаб, сучасний Пакистан;
- Штат Пенджаб, сучасна Індія;
- Союзна територія Чандігара, Індія;
- Штат Хараяна, Індія;
- Штат Хімашал Прадеш, Індія;
- Колишня «туземна держава» Джамму, Індія;
- Делі;
- Північно-західна прикордонна провінція, Пакистан;
- Зона племен, Пакистан;
- Ісламабадська столична територія, Пакистан;
- Частини північно-східного Афганістану.

## Населення
Населення за часів правління Ранджит Сінґха оцінювалося приблизно в 12 млн осіб — на 70-80 % складалось із мусульман (8,4 млн. осіб), 20-10 % індуїстів (2,88 млн. осіб) та 10 % сикхів (772 тис. осіб).
90% населення сикхів на той час, і більше половини загальної чисельності населення, було зосереджено у верхньому Барі Доабі, Джаландхарі та верхньому Рачна Доабі, а в районах їх найбільшої концентрації становило близько третини населення в 1830-х роках; половина населення сикхів цього центрального регіону проживала в районі, охопленому пізнішими районами Лахор та Амрітсар.
1839 року рятуючись від погромів у Хорасані юдеї Мешхеду переселилися до Равалпінді, зокрема, в районі Бабу Мохалла, та Пешавару.

## Устрій
Держава Сикхів, створена Ранджит Сінґхом, була патримоніального типу, де не було відокремлення особистості від титулу чи посади та всі нитки управління зав'язані на фігурі володаря. Він усі дії здійснював від імені сикхської хальси. Офіційним девізом було Радж Карега Хальса – «Хальса повинна керувати». На державній печатці був напис «Шрі Акал сахаї» («під захистом Вічного Бога»). 
Магараджа (також мав титул саркар-і-вала) держави спирався на уряд, що звався Лахорським дарбаром або Халса дарбаром. Магараджа також носив почесний титул басаркара і «барабана Халси». 
Номінально управління базувалося на принципах Халси сикхів, пропагованих Ґобіндом Сінґхом, проте на практиці керування було світським. Посадовці походили з різного релігійних громад, зокрема сикхів, індуїстів, мусульман та християн. Крім того, члени також походили з різного етнічного, регіонального та кастового походження, такого як догри, раджпути, брагмани, джати та європейці.

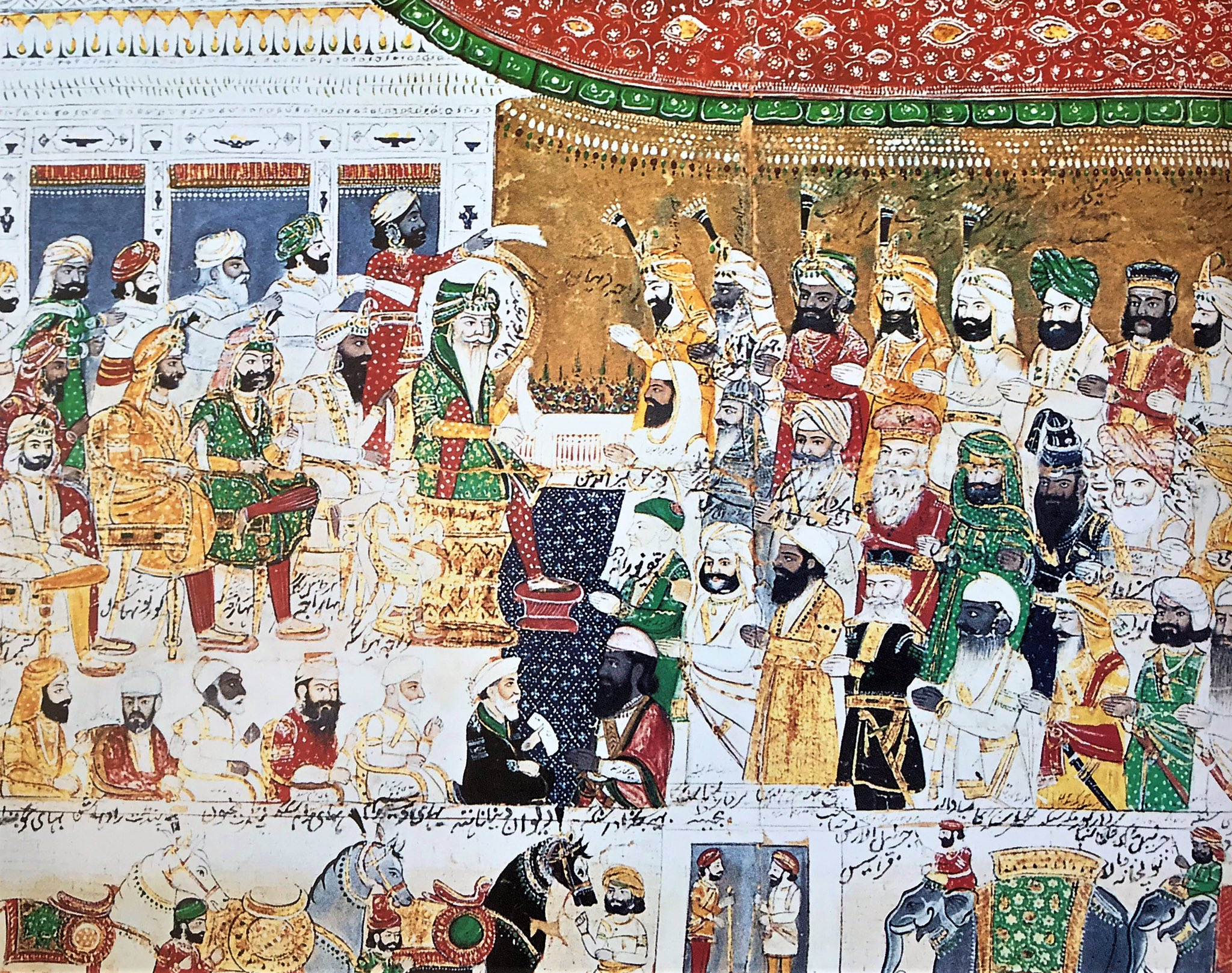
Дарбар Ранджит Сінґха

Магараджа сидів на золотому троні. перед ним на килимі сидів візир. Лише трьом особам дозволялося сидіти на стільцях у дарбарі: спадкоємцю престолу та його повнолітнім братам. Три сторони зали дурбару були вкриті золотими колонами, а підлога була прикрашена шалевими килимами, вишитими золотом і сріблом, а також інкрустованими дорогоцінним камінням. Решта членів двору розміщувалися відповідно до їхнього рангу та статусу. Кольори сикхського двору були жовтим і зеленим. Більшість його членів носили жовті пов'язки, виготовлені з кашмірського шовку або вовни. Не існувало чіткої схеми категоризації ранжування членів Лахорського дарбара, тому ранжування визначалося рівнем довіри, який магараджа мав до них. Деяким членам надавали джагіри.
Щодня проводилося засідання двору у диван-і-аам («залі аудієнцій»), яке трвиало з ранку до полудня. На ньому були присутні важливі члени двору, включаючи принців, міністрів, знать, а також цивільних і військових посадовців. Питання, що обговорювалися в суді, включали призначення на високі цивільні та військові посади, звіти назімів (губернаторів) суб (провінцій) та кардарів (збирачів податків). Після зачитування справ укази магараджи, видані в усній формі, переносилися на письмову форму для остаточного затвердження. Також обмінювалися або дарували данини та назарани. Прохачів відпускали з хіллатами (шатами) або грошовими подарунками. Коли магараджа подорожував, двір переставав бути статичним і проводився в будь-якому місці, де вирішувала зупинитися почт магараджі. Шляхетні члени двору, включаючи родичів пралячої родини, мешкали в розкішних хавелі та носили коштовний одяг та прикраси. Сикхським принцам та візирю дозволялося проводити власні дарбари.
1808 року було створено централізоване фіскальне відомство на чолі із диваном, якого призначав особисто магараджа. Останній був одним із вищих чиновників країни, контролював роботу фіскального апарату за допомогою системи звітів, а також стежив за доходами та видатками державної скарбниці. Дивану підпорядковувалося 5 дафтарів (канцелярій). Провідним був дафтар-і-абваб уль-маль, який відповідав за облік збору поземельного податку, а також інших доходів державної казни. До функцій дафтар-і-абваб ут-тахвіль ставився облік усіх державних грошей та власних коштів магараджи. У віданні дафтар-і-тоуджихату знаходилися витрати сикхського двору, надання джагірів, цінних подарунків із коштів державної скарбниці придворним, посланцям іноземних держав (вакілам) та гостям махараджі. Дафтар-і-маваджиб займався виплатою платні воякам та офіцерам сикхської армії, цивільним чиновникам та духовним особам, які перебували на утриманні скарбниці. Дафтар-і-рознамча харч відповідав за реєстрацію щоденних поточних видатків державної скарбниці. До 1839 року кількість дафтарів збільшилося до 12. При цьому збиранням податків у субах займалися назіми, що відповідаль за податки перед магараджею. У таппах і талуках збирачами податків були кардари. Останнім підпорядковувалися канія та кадемкаші (кадмі). До функцій цих чиновників належало вимір оброблюваних земель, визначення їх якості, оцінка ринкової вартості всього врожаю, а також занесення всієї цієї інформації до спеціального земельного кадастру.
Щоб стежити за подіями в навколишніх регіонах, включаючи віддалені частини своєї території та іноземні країни, сикхський двір отримував звіти від вака'наві (шпигунів), розташованих у субах. Звіти регулярно надсилалися до Лахорського дарбара.
Ранджит Сінґх запровадив прикордонну політику, яка не дозволяла непроханим іноземцям в'їжджати до держави. Метою цього було недопустити прсиутність шпигунів. 

### Магараджи
- Ранджит Сінґх (1801—1839)
- Кхарак Сінґх (1839)
- Нау Ніхал Сінґх (1839—1840)
- Чанд Каур (1840—1841), регентша
- Шер Сінґх (1841—1843)
- Дуліп Сінґх (1843—1849)

### Адміністративний поділ
Держава Сикхів поділялася на 8 суб: Лахор, Мултан, Пешавар, Кашмір, Джамму, Гуджрат, Джаландар, Кангра. На чолі суб стояли назіми. Суби поділялися на паргани під орудою фауджадарами, які розділялися на талуки (округи) на чолі з талукдарами. На 1835 рік нараховувалося 45 талук. Талуки в свою чергу складалися з таппа (об'єднання від 50 до 100 сіл) на чолі із кардарами. Таппи в свою чергу складалися з заїлів (декілька сіл) на чолі із заїлдарами. Найнижчою адміністративною одиницею було мауза (село) на чолі із мукаддамом.

## Правосуддя
Система права і судів будувалося на праці «Прем Сумараг» («Шлях любові»). На чолі судової влади стояв магараджа. Він був вишою апеляційною інстанцією. Вважався над законом, але повинен був дотримуватися справедливості. Він призначав верховного суддю та судів суб. Більшістю питань опікувався верховний суддя. також діяли судді на рівні паргани і таппи. На рівні заїлу та села місцевих очільнки поєднували виконавчі та судові повноваження. На рівні суби, паргани і таппи також судовими повноваженнями було наділено сердарів (субадарів), фуаджадарів та таппадарів.. При цьому оголошувався принцип рівності усіх перед законом та обов'язковою присутністю у суді при наявності виклику до нього 

## Військо

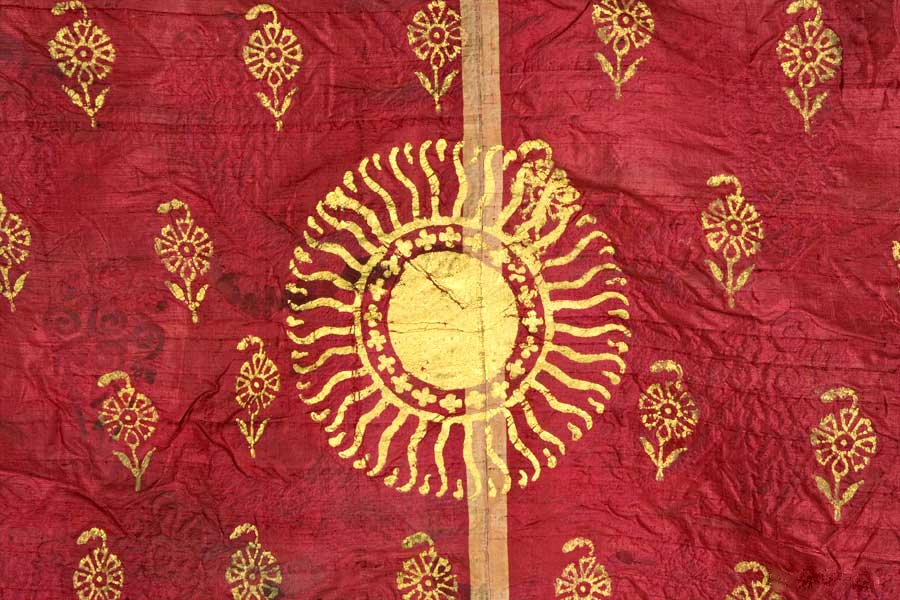
Військовий прапор сикхів

Сикхська армія включала регулярні війська, феодальне ополчення, залогові війська та орден Ніханг (Акалі). Ніханги, що носили синій одяг, відігравали важливу роль в охороні храмів та релігійних святинь. Орден ніханг нараховував 5 тис. вояків.
Сикхська армія використовувала різноманітну зброю, включаючи мечі, списи, луки та стріли, а також гармати. На 1839 рік загальна чисельність становила 120 тис. вояків: 5500 вояків Фаудж-і-Хас, 60 тис. Фаудж-і-Ейн, 50 тис. вояків Фаудж-і-Бе Каваїд (нерегулярні підрозділи з джагірдарів (феодальне ополчення), Фаудж-і-Кіладжат (залоги фортець) і горчари — нерегулярна кіннота). 
Своїми військовими успіхами держава зобов'язана модернізації збройних сил – створенню армії, навченої та збройної за європейським зразком, з величезним переважанням піхоти, і навіть підтримці дружніх відносин із Ост-Індською компанією. З 1820-х років армію навчали колишні наполеонівські офіцери. Водночас багато питань у війську вирішувалися власними панчаятами (радами). 

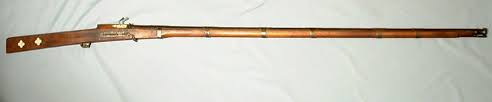
Сикхський мушкет (торадар)

Основним напрямом стала 1805 року заміна іррегулярних кавалерійських підрозділів регулярними піхотними частинами - Фаудж-і-Ейн, які перетворилися до середини 1830-х роках у головну ударну силу сикхської армії. За прикладом Наполеона I магараджа Ранджит Сінгх змінив структуру своєї регулярної армії, сформувавши окремі бригади, деякі з яких складалися з трьох, а деякі - з чотирьох батальйонів піхоти, з невеликим відділом кавалерії та артилерії, доданим до кожної.
З 1807 до 1839 року чисельність піхоти зросла з 1200 до 45 тис. вояків, або 31 полку. Вона була поділена на батальйони, роти та секції. Фаудж-і-Ейн мав два підрозділи: Кампу-і-муалла (Державні війська) та Фаудж-і-Хас (Спеціальні сили). Кожен батальйон складався з 800 солдатів. Він підпорядковувався командиру. Кожен батальйон був поділений на вісім рот. Кожна рота підпорядковувалася субедару. Кожна рота була поділена на 4 секції. Кожна секція складалася з 25 солдатів. Вона підпорядковувалася джамадару. Фаудж-і-Хас також був частиною Фаудж-і-Ейн. Він складався з елітних солдатів армії сикхів Хальса. Він мав окрему емблему та сувору підготовку. З 1822 року піхоту готував Жан-Батист Вентура. Також було замінено паттідарі (земельне надання) на грошову виплату (зарплатню), але особистий подарунок (бакшиш) від магараджи залишився. Крім того, було значно поліпшено харчування піхотинця. 
Другою за важливістю частиною армії була кавалерія. Щоб організувати її на західних лініях, Ранджит Сінгх призначив генерала Жана-Франсуа Аллара. Під його командуванням кавалерія стала дуже сильною. У 1838–1839 роках загальна чисельність кавалерії становила 10 000. До 1844 року нараховувалося 11600 вояків, або 8 полків регулярної кінноти. Кавалерія була поділена на полки. Кожен полк складався з 250–600 кавалерів. Полки далі поділялися на різали (корпуси). Кожна різала складалася з 150–250 кавалерів. Платня кавалерії була вищою, ніж у піхоти. 
З 1810 року почався розвиток сикхської артилерії. У 1812 році Ранджит Сінґх найняв генерала Клода Огюста Курта та полковника Александра Гарднера й організував Топхана-і-Хас (Державну артилерію). Під їхнім вмілим керівництвом артилерія досягла неперевершеного прогресу за кілька років. Артилерію було поділено на 4 категорії Топхана-і-Філі (важкі гармати, що тягнули слони),  Топхана-і-Шутрі (складалася з гармат, що тягнули верблюди), Топхана-і-Аспі (складалася з легких гармат, що тягнули коні), Топхана-і-Гаві (складалася з середніх гармат, що тягнули воли). Одним із найунікальніших полків був шутерсавар — бойовий верблюд з гарматою. Шутерсавар входив до складу полку Шер-Діл-Раджман. Артилеристи носили білі штани та чорні жилети з поясами. Офіцери не були обмежені правилами щодо уніформи. Вони носили характерний одяг з яскравого шовку, кожен обирав свій власний на свій розсуд.
Артилерія поділялася на дери (батареї). Кожна дера складалася з 10 гармат та 250 гарматників й підпорядковувалася коменданту. Дери також поділялися на секції. Кожна секція складалася з 2 гармат та від 8 до 10 гарматників. Кожна секція підпорядковувалася джамадару. Вся артилерія підпорядковувалася генералу. У 1838-39 роках чисельність сикхської артилерії становила 182 важкі гармати, 20 гаубиць та 60 легких гармат. Вона мала щонайменше 5000 стрільців. 

Прапор Фаудж-і-Хаса

Фаудж-і-Хас навчений за французьким зразком і мав окрему емблему та прапор. Складався з чотирьох піхотних батальйонів, двох кавалерійських полків та одного артилерійського загону. Його зброя та спорядження (включаючи одяг) були найкращого типу. Фаудж-і-Хас був забезпечений найкращими доступними боєприпасами, і вони були дуже віддані Ранджіту Сінгху, якого зазвичай супроводжували. Прапор був французького зразка і зазвичай мав триколор з написом «Вахегуру». Піхота була одягнена в червоні куртки/пальта, білі штани з чорними поясами та кишенями. Різні полки відрізнялися кольором головного убору: білим, червоним, зеленим або жовтим. Гуркхи мали зелені куртки та чорні шапки. Взимку використовувалися постини (хутряні шуби) або ватники. Кавалеристи були одягнені в червоні куртки (французько-сірий колір для уланів), довгі сині штани з червоною смужкою та малинові тюрбани. Взимку використовувалися вовняні куртки. Замість традиційної зброї всі вони носили лише трифутовий кірпан та спис. Полки були озброєні різними комбінаціями зброї, включаючи мечі/шаблі, карабіни, фітильні рушниці та списи.
Існував амазонський корпус, що складався з жінок, названий на честь давньогрецької легенди про націю жінок-воїнів, яких відвідували європейські чиновники. Немає жодних доказів того, що вони брали участь у будь-яких реальних бойових діях. Вони виконували бойові танці з мечами для іноземних високопосадовців, які приїздили до столиці. Під час танців вони носили чоловічий одяг. Їхні танці символізували бойову славу Сикхської держави та її суверенітет.
Кампу-і-муалла складався з піхоти, кавалерії та артилерії. Вояки носили форму та отримували зарплату з королівської скарбниці. Між 1819 і 1838 роками чисельність навченої кавалерії в Кампу-і-муалла зросла в 5 разів, з 837 до 4090 осіб. Кампу-і-муалла мала містріхану (майстерню), тошаханну (скарбницю), магазин (сховище боєприпасів), базар (магазини), дафтар (облік) та абкарі (податок на алкогольні напої).
У релігійно-кастовому відношенні особовий склад піхотних, артилерійських та кавалерійських частин регулярної армії був змішаним. У піхоті сикхів нараховувалося близько 46,6%, кінноти — 25%. Нерегулярна кіннота була майже повністю сикхською.

### Звання і європейські відповідності
Кумедан або джарнайл (генерал-майор), сардар (бригадний генерал), аджудан-кумедан (штабний полковник), 
калнал (полковник), калнал-і-Сахні (старший підполковник), джамадал-калнал (підполковник), махзор-і-сахні (старший майор) , махзор (майор), каптан (штабс-капітан), субедар (капітан) джамадар (перший лейтенант), джамадар-і-сахні (другий лейтенант).

## Економіка
Основу становило сільське господарство. Вирощували зернові (пшеницю, рис, ячмінь), бобові, бавовник та цукрову тростину. Передмістя були зайняті садами та городами. Сикхи будували іригаційні системи, що сприяло розвитку сільського господарства.
Було розвинене виробництво вовняних та бавовняних тканин. Виготовлялися вироби зі срібла та інших металів. Ремісники також займалися різьбленням по дереву. Розвинене було зброярство. 
Загалом щорічно державна скабниця наповнювалося на 27,5 млн. рупій. Дохід від поземельного податку був основним джерелом державної скарбниці, що становило близько 70% доходів держави, або 12.4 млн рупій. Розмір цього податку коливався від 1/5 до 1/3 і 2/5 врожаю. Податок не було жорстко фіксовано, залишався пропорційним доходу селянського господарства та в урожайні й неврожайні роки. Збір податку здійснювався як у грошовій, так і в натуральній формі, яка завжди переважала у державі. Усього ж за Ранджита Сінгха поземельний податок давав скарбниці до 12,4 млн. рупій. Поземельний податок збирався двічі на рік після осіннього та весняного врожаю. Нерідко поземельний податок віддавався на відкуп назімам, кардарам, а також деяким представникам знатних родин. Відкупники приймали зобов'язання, пов'язані із забезпеченням надходження до скарбниці податків з певної території у суворо фіксованому розмірі. Договір укладався у письмовій формі.  
Досить значним джерелом доходу сикхської скарбниці була данина із залежних від держав, найбільшим з яких був Бгавалпур. На 1832 рік щорічний розмір данини становив 1 млн рупій. Другим за величиною джерелом надходжень до державної скарбниці була данина з джагірів, що забезпечувало щорічне надходження майже 11 млн рупій.
Окрім цього, іншими джерелами доходу були митниці, акцизи та монополії. Митниця щорічно забезпечувала 1,9 млн. рупій. Мохарана (гербовий збір) щорічно становив 577 тисяч рупій. Монополія від розробки соляних родовищ приносила до 800 тис. рупій. Військова здобич також поповнювала скарбницю.
Існувала жвава внутрішня торгівля сільськогосподарською продукцією та ремісничими виробами. Ці ж товари також продавалися у сусідні держави. Також значною була транзитна торгівля, оскільки держава контролювала важливі торгові шляхи, що давало значний дохід.

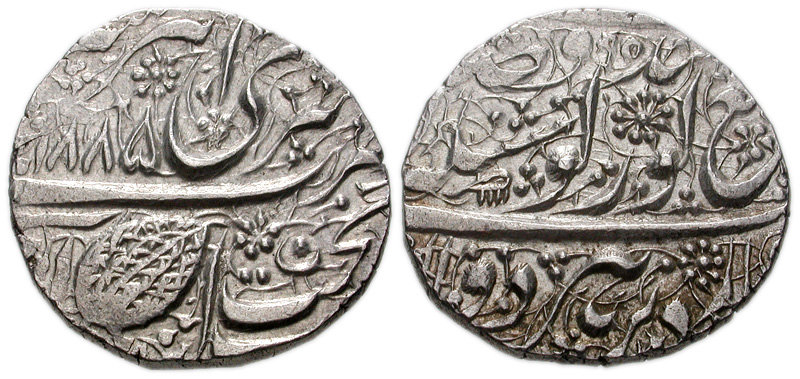
Нанакшахі Ранджит Сінґха

Продовжували карбуватися срібні монети нанкшахі, що існували ще за Сикхської конфедерації. Їх карбували від  імені гуру Нанака і Ґобінд Сінґха. Монетній двір розташовувався в Амрітсарі.

## Культура
Традиції та звичаї були тісно пов'язані з релігійними громадами держави — сикхізмом, ісламом та індуїзмом. Оскільки сикхами були представники правлячої династії, провідні військовики та сановники, то сикхізм впливав на офіційні культурні заходи. 
Важливою складовою була придворна культура, де ключову роль відігравало придворне полювання. Остання поділялося на кілька основних напрямів: псове, полювання з ловчими птахами, насамперед соколами та яструбами, рушничне полювання зі спеціально встановлених платформ, а також полювання за допомогою пасток. Окремим напрямком було полювання на тигрів та левів. Високий статус тигриного і левового полювання і його особливе місце в системі придворного полювання в цілому підтверджує той факт, що при дворі Ранджита Сінгха вона була в першу чергу високостатусним заняттям і своєрідною елітарною розвагою, пов'язаною з високим ступенем небезпеки та сильними відчуттями для всіх її учасників. Полювання також влаштовувалися при зустрічі з посланцями інших країн та Британської Ост-Індської компанії. В цьому плані полювання відігравало важливу дипломатичну роль.
Сикхська придворна хроніка «Амдат ут-таваріх» («Хроніка часів») авторства Лала Сагана Лала Сурі, придворного історика Ранджит Сінґха, є важливим джерелом з життя та діяльності магараджи, дарбара та знаті Держави Сикхів.

### Архітектура
Власний стиль сикхів став формуватися ще за часів Сикхської конфедерації, остаточно сформувавшись в період держави Сикхів. Зазнав впливу могольської та ісламської архітектури. 
Головною особливістю сикхської архітектури є її тісний зв'язок з релігійним культом. Усі значущі споруди сикхів так чи інакше пов'язані з їхньою вірою, а сикхські релігійні споруди відображають основні принципи вчення. Характеризується поєднанням витончених вигинів та прямих ліній, який розвивався під впливом сикхізму. Вона відрізняється використанням бань, арок та балконів, часто прикрашених вишуканими деталями та орнаментами. Традиційні елементи сикхської архітектури включають: чотири входи в храм, що символізують відкритість для людей усіх каст і вірувань; водойма Амріт-Саровар (священний ставок) навколо головної будівлі храму; лангарї в гурдварах — кухня і їдальня для безкоштовної роздачі їжі; Нішан Сахіб — прапор сикхізму, що встановлюється перед кожним храмом; дарбар сагііб — головна молитовна зала, де розміщується Гуру Грантх Сахіб (священна книга).
Багато сикхських храмових комплексів були оточені могутніми стінами з вежами і виконували функції фортець. Це пов'язано з історичним контекстом становлення сикхізму, коли сикхам доводилося захищатися від переслідувань. Бані і шпилі маюьб цибулинну форму, часто вкриті золотом або білим мармуром(символізує зв'язок неба і землі, духовне прагнення), білосніжні стіни з золотими куполами(символізує чистоту духу і божественне світло), чотири входи (чар-двар) — відкритість для всіх, незалежно від касти, релігії або статі; молитовні зали з відкритим простором	(символізує рівність усіх віруючих перед Богом); техніка інкрустації кольоровими каменями в мармурі (символізує різноманіття в єдності, божественну красу), сикхські меморіальні споруди (символізує пам'ять про мучеників і сикхських гуру). 
Сикхські форти і фортеці, такі як Аннапурна та інші укріплення, представляють собою важливий аспект сикхської архітектурної спадщини. Архітектурний ансамбль Акал-Тахт в Амрітсарі спочатку був побудований як військово-адміністративний центр. Також значущим прикладом сикхських укріплень є форт Говіндгарх в Амрітсарі, що було споруджено за наказом Ранджита Сінґха.

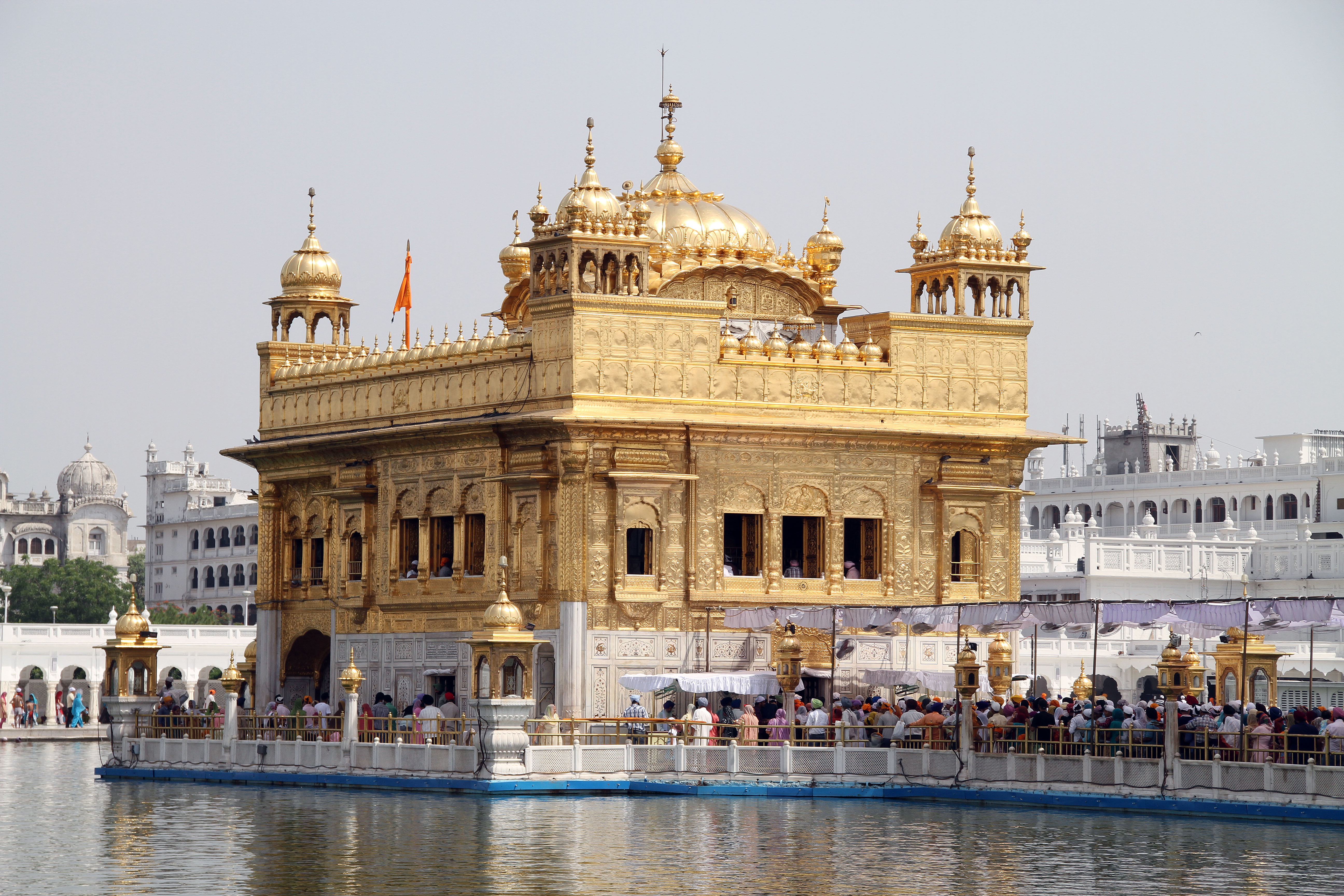
Хармандир-Сахіб

Сикхська архітектура включає фортеці, бунги (житлові місця), палаци та ґурдвара (храми). Найвідомішою є ґурдвара Хармандир-Сахіб, яку магараджа Ранджит Сінґх перебудував її з мармуру та міді в 1809 році та покрив святилище сусальним золотом у 1830 році. Після цього ґурдвара отримала назву Золотий храм. Шедевром сикхської архітектури цього часу також вважається ґурдвара Джанам Астхан в Нанкана-Сахіб, зведена на честь гуру Нанака (добудовано у 1820 році).

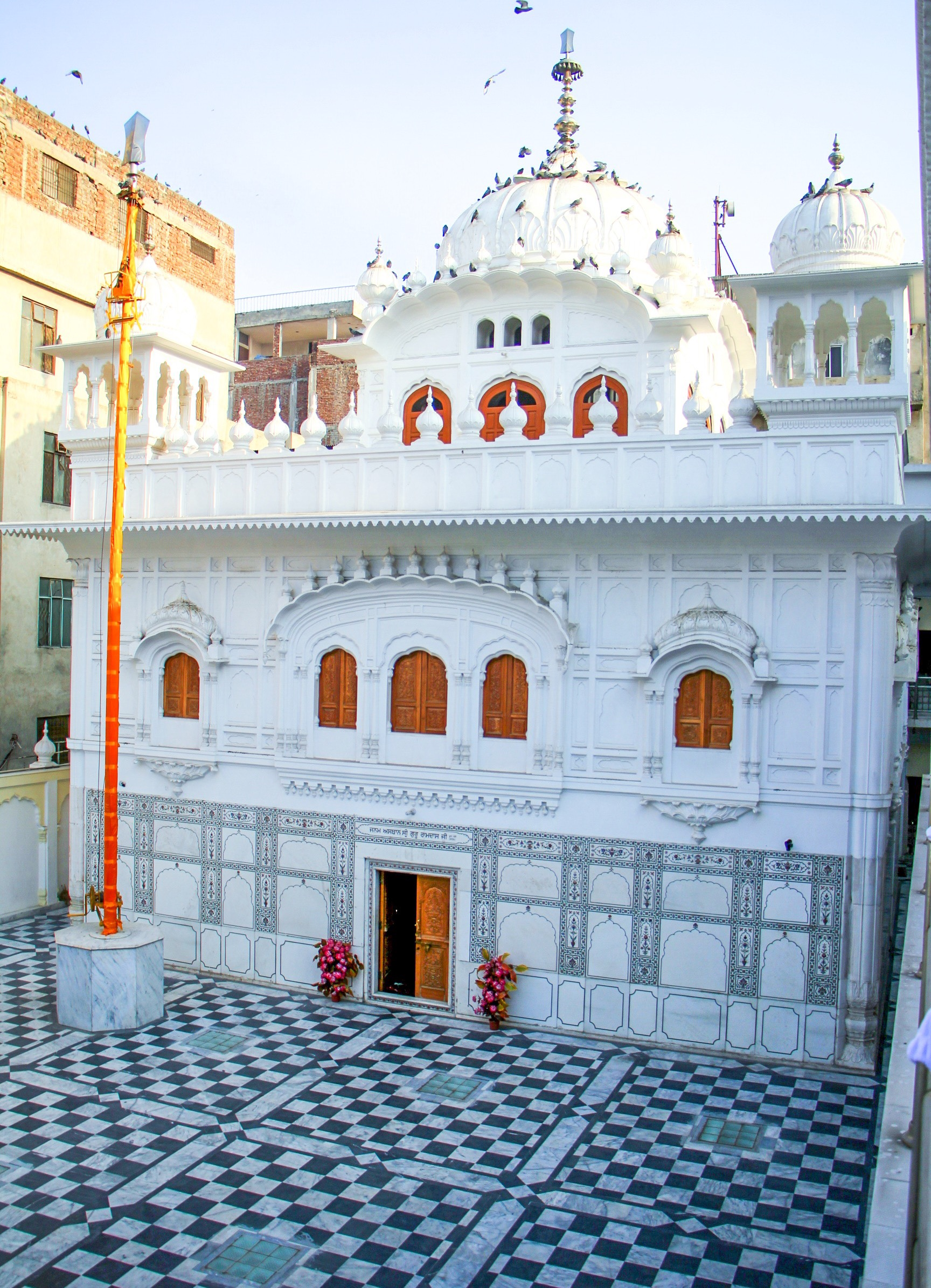
ґурдвара Джанам Астхан на честь гуру Рамдаси
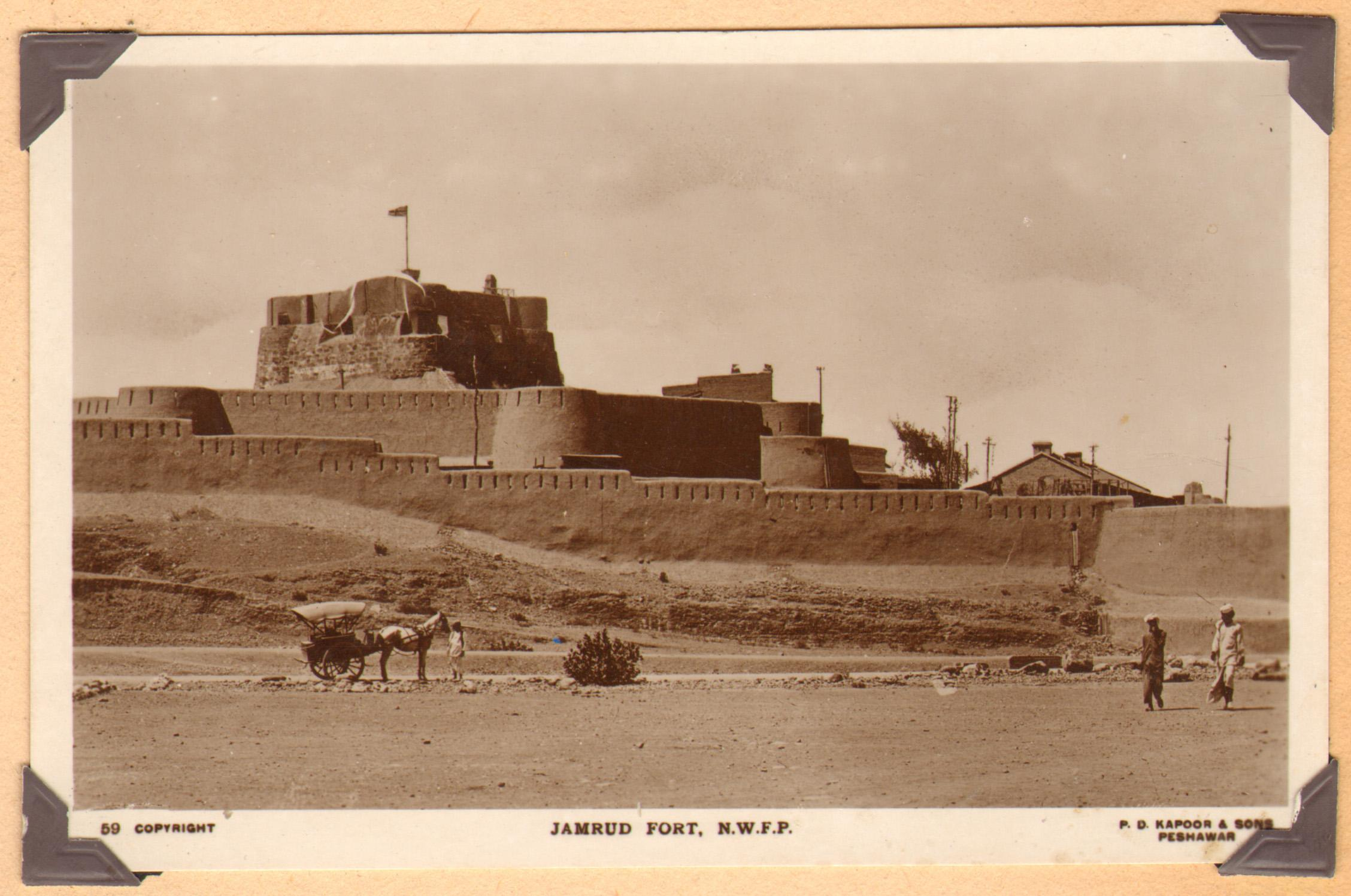
форт Джамруд біля хайберського проходу
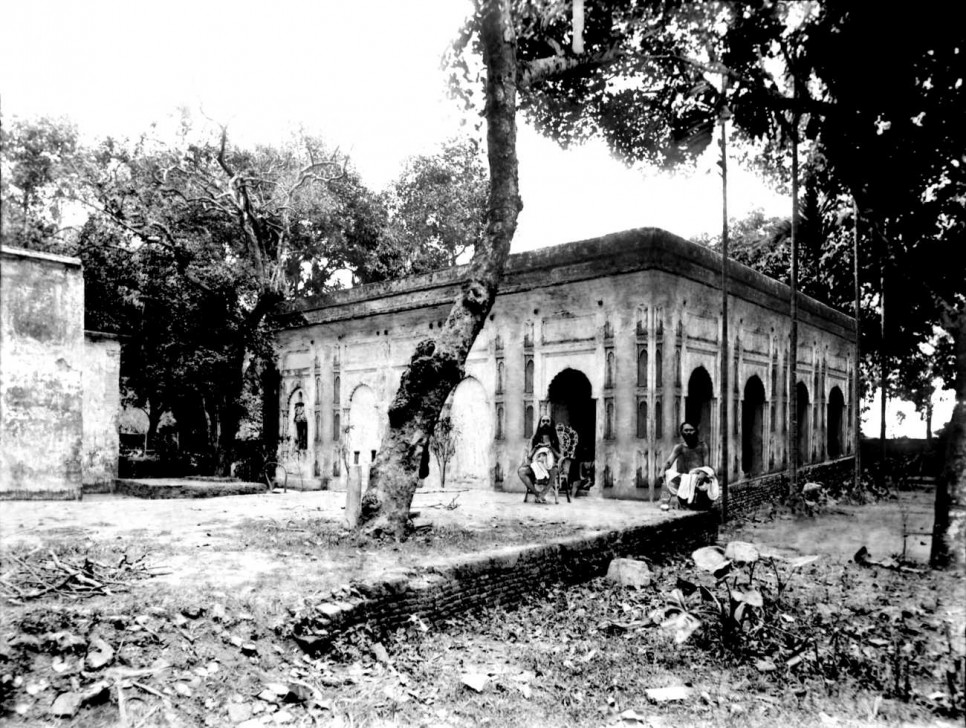
ґурдвара Нанакшахі
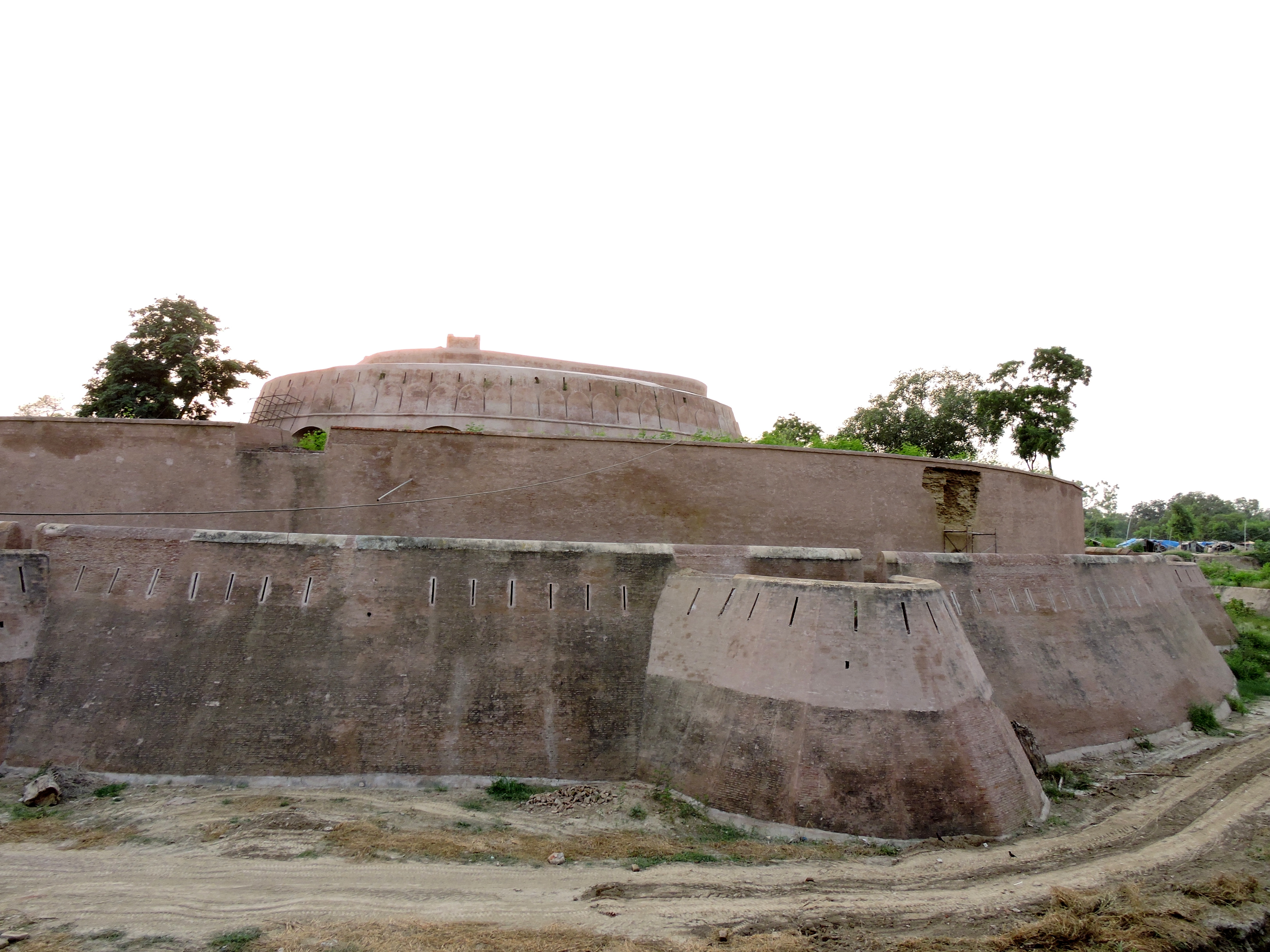
форт Ґовіндгарх, Амрітсар
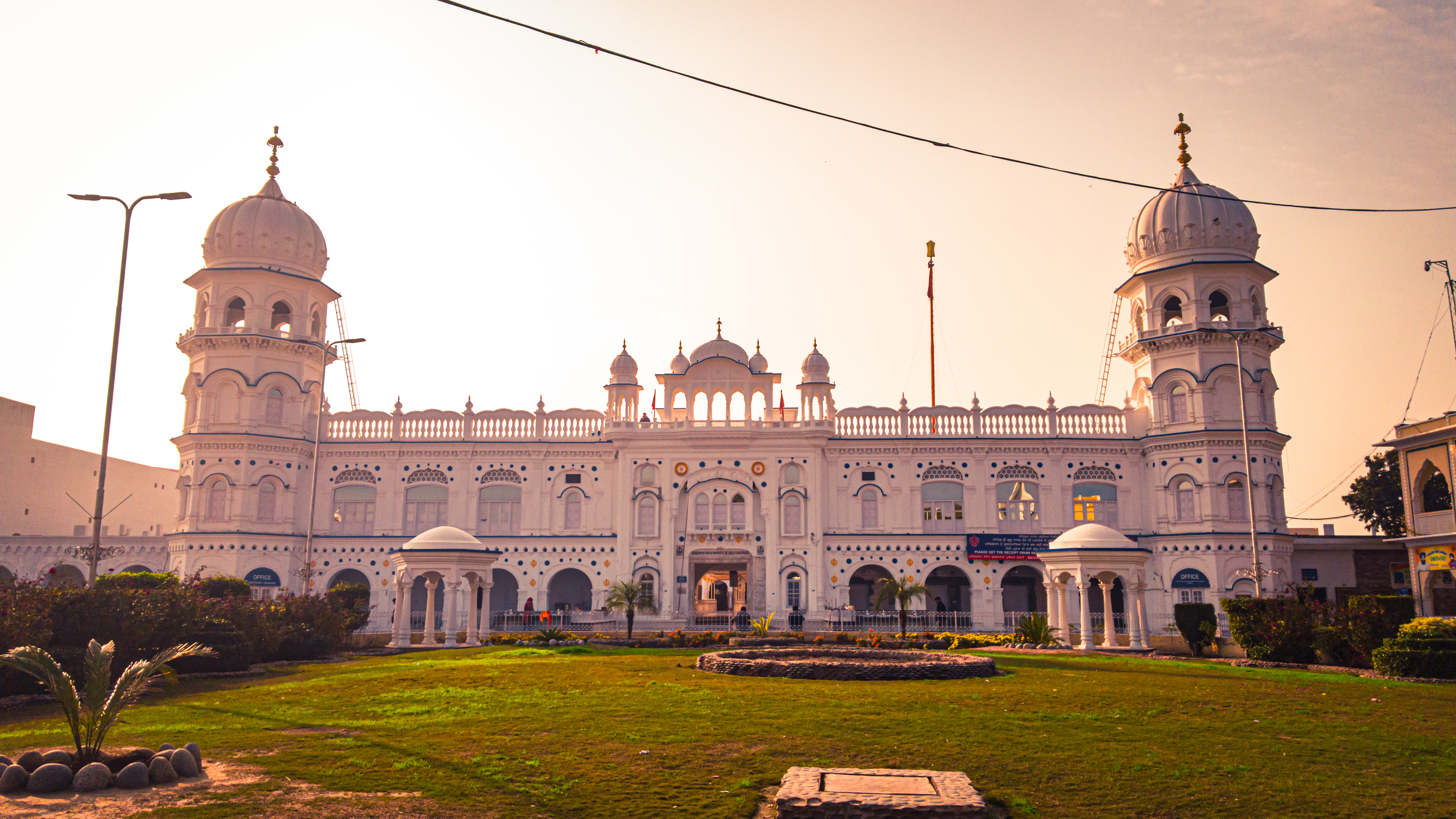
ґурдвара Джанам Астхан в Нанкана-Сахіб на честь гуру Нанака